# 伊恩·里德
伊恩·里德（英語：Ian Reed，1927年7月13日—2020年8月7日），澳大利亚男子田径运动员。他曾代表澳大利亚参加1950年英联邦运动会田径比赛，获得一枚金牌。他也曾参加1952年夏季奥林匹克运动会。